# László Kovács (politicus)

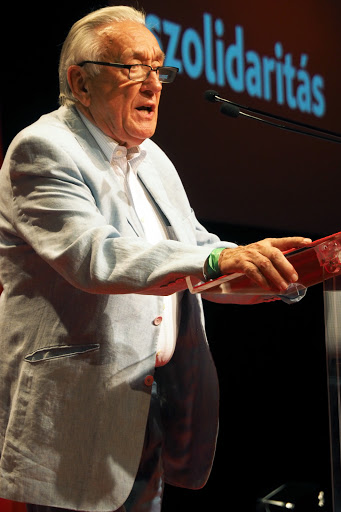
Kovács in 2014

László Kovács (Boedapest, 3 juli 1939) is een Hongaarse politicus. Hij is lid van de  Socialistische Partij (MSZP) en vicevoorzitter van de Socialistische Internationale. Hij was Hongaars minister van Buitenlandse Zaken van 1994 tot 1998 en van 2002 tot 2004. In de commissie-Barroso I (november 2004 tot oktober 2009) was László Kovács Europees commissaris voor fiscaliteit en douane (Taxation and Customs Union).
Kovács heeft als Europees commissaris het initiatief genomen voor een Europese Vennootschapsbelasting: de CCCTB.
Joaquín Almunia · Catherine Ashton · José Manuel Barroso · Jacques Barrot · Joe Borg · Karel De Gucht · Stavros Dimas · Benita Ferrero-Waldner · Ján Figeľ · Franco Frattini · Mariann Fischer Boel · Dalia Grybauskaitė · Danuta Hübner · Siim Kallas · Meglena Koeneva · László Kovács · Neelie Kroes · Markos Kyprianou · Peter Mandelson · Charlie McCreevy · Louis Michel · Leonard Orban · Andris Piebalgs · Janez Potočnik · Viviane Reding · Olli Rehn · Paweł Samecki · 
Algirdas Šemeta · Vladimír Špidla · Antonio Tajani · Androulla Vassiliou · Günter Verheugen · Margot Wallström
Altiero Spinelli (1970-73) · Finn Olav Gundelach (1973-77) · Étienne Davignon (1977-81) · Karl-Heinz Narjes (1981-85) · 
 Francis Arthur Cockfield (1985-89) · Christiane Scrivener (1989-95) · Mario Monti (1995-99) · László Kovács (2004-10) · Algirdas Šemeta (2010-14) · Pierre Moscovici (2014-)